# Scene da un matrimonio
Scene da un matrimonio (Scener ur ett äktenskap) è una miniserie televisiva svedese scritta e diretta da Ingmar Bergman. Trasmessa nel 1973 in sei puntate della durata complessiva di 281 minuti, fu successivamente ridotta per il cinema in una versione di 167 minuti, divisa in sei capitoli.

## Trama
Marianne e Johan sono sposati da dieci anni, hanno due bambine e apparentemente sono una coppia felice, ma qualche crepa nel loro matrimonio esiste anche se sembrano non rendersene conto. Johan ha quarantadue anni e insegna in un istituto universitario psicotecnico mentre Marianne ha trentacinque anni e lavora in uno studio legale. Lui dichiara di essere un egoista, mentre lei dice di credere nell'amore per il prossimo. Si vedono poi i due coniugi a cena con un'altra coppia che litiga violentemente e una volta a casa essi si rallegrano per essere "l'eccezione che conferma la regola".
Nella seconda scena Marianne e Johan discutono se andare al pranzo domenicale dai genitori e intanto si viene a sapere, da un colloquio di Johan con una collega di lavoro, che ha fatto leggere a lei, e non alla moglie, le sue poesie. Marianne nel frattempo è al lavoro e presta consulenza alla signora Jacobi che è decisa a divorziare. Marianne e Johan vanno poi a teatro a vedere Casa di bambola di Ibsen e ritornano a casa di malumore, anche se non vogliono darlo a vedere.
Nella terza scena Johan confessa a Marianne che si è innamorato di una studentessa di nome Paula e malgrado lei tenti di dissuaderlo lui è deciso a partire l'indomani anche se ammette di essere stato ingiusto con lei e le dice: "Credo di amarti di più da quando ho incontrato Paula. Non accuso te. Tutto è andato all'inferno chissà perché". Marianne lo tratta con dolcezza nella speranza di trattenerlo ma il mattino seguente Johan parte. Marianne telefona a degli amici per raccontare quanto successo e viene a sapere che tutti, tranne lei, erano a conoscenza della relazione che durava già da parecchio tempo.
Dopo sei mesi Marianne e Johan si incontrano nella loro casa dove lei lo accoglie con gentilezza, ma nasce subito una discussione riguardo alla mancanza di disponibilità di Johan nei confronti delle bambine. Marianne lo invita a rimanere a cena e i due si baciano. Johan confessa di essersi stancato della relazione con Paula e Marianne gli racconta dei rapporti avuti con altri e del suo amore-odio nei suoi confronti. Johan cerca di abbracciarla ma Marianne si allontana respingendolo. Lo invita però a rimanere a dormire ed egli accetta, ma nel pieno della notte si sveglia preso dall'angoscia, si veste e va via.
Marianne va all'ufficio di Johan per controllare alcuni documenti del divorzio e, seduti sul divano, sentono rinascere l'attrazione fisica, ma l'amplesso che segue lascia Marianne indifferente. Si rinfacciano i reciproci errori, si insultano e Johan picchia Marianne, impedendole di andarsene. Alla fine firmano i documenti del divorzio.
Sono ormai trascorsi sette anni e i due, entrambi risposati, si incontrano per un fine settimana e dicono di essere felici. Si recano nella loro casa di campagna dove tutto è rimasto come un tempo e Johan le propone di festeggiare quel momento ma Marianne gli risponde che preferisce festeggiare il ventesimo anniversario di matrimonio. La casa però è troppo piena di ricordi e la coppia decide di andare in un cottage messo a disposizione da amici. Sono emozionati e si scambiano impressioni e confidenze, come mai avevano fatto. Vanno a letto. Marianne ha un incubo in cui crede di sprofondare nella sabbia e dice a Johan: "Credi che viviamo in una totale confusione? Credi che dentro di noi si abbia paura perché non sappiamo dove aggrapparci? Non si è perso qualcosa di importante? Credo che in fondo c'è il rimpianto di non aver amato nessuno e che nessuno mi abbia amato". I due si augurano la buonanotte a vicenda e si addormentano.

## Puntate
| nº | Titolo originale                                   | Titolo italiano                                                     | Prima TV Svezia | Prima TV Italia |
| -- | -------------------------------------------------- | ------------------------------------------------------------------- | --------------- | --------------- |
| 1  | Oskuld och panik                                   | Innocenza e panico                                                  | 11 aprile 1973  | 3 ottobre 1978  |
| 2  | Konsten att sopa under mattan                      | L'arte di nascondere la spazzatura sotto il tappeto                 | 18 aprile 1973  | 10 ottobre 1978 |
| 3  | Paula                                              | Paula                                                               | 25 aprile 1973  | 17 ottobre 1978 |
| 4  | Tåredalen                                          | Valle di lacrime                                                    | 2 maggio 1973   | 24 ottobre 1978 |
| 5  | Analfabeterna                                      | Gli analfabeti                                                      | 9 maggio 1973   | 31 ottobre 1978 |
| 6  | Mitt i natten i ett mörkt hus någonstans i världen | Nel cuore della notte, in una casa buia, in qualche parte del mondo | 16 maggio 1973  | 7 novembre 1978 |

## Produzione

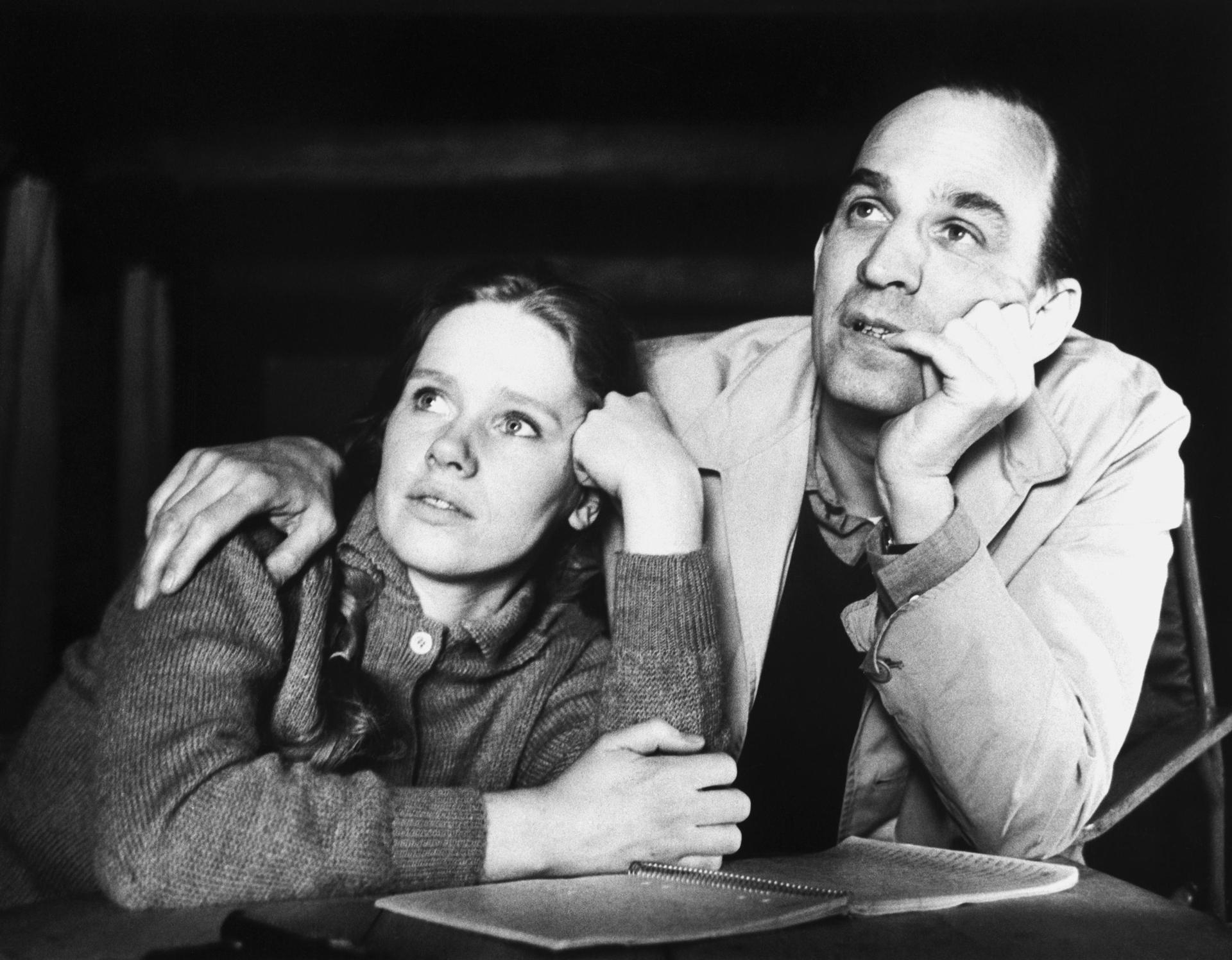
Bergman assieme all'attrice e musa Liv Ullmann nel 1968; la sua relazione con quest'ultima ha funto da spunto per la miniserie.

Bergman scrisse Scene da un matrimonio in tre mesi, ispirandosi alle proprie esperienze in materia, come la sua relazione con Liv Ullmann, i fallimento dei precedenti matrimoni con Käbi Laretei e Gun Hagberg e di quello dei suoi genitori, Karin e Erik Bergman, che da piccolo vedeva spesso litigare violentemente.
Il budget della miniserie, proveniente per metà dalla televisione pubblica svedese, ammontava a circa un terzo di quello del precedente film di Bergman, Sussurri e grida. Le riprese si svolsero a Stoccolma, nel quartiere di Karlaplan, e nell'isola di Fårö da luglio a ottobre del 1972, al ritmo di una settimana a puntata. Grazie all'intesa tra Ullmann e Erland Josephson, Bergman e la troupe risparmiarono tempo non dovendo provare le scene. Nel girare la miniserie, Sven Nykvist privilegiò i primi piani e le riprese di interni, rammaricandosi di non aver fatto maggior uso di carrellate una volta saputo che la miniserie sarebbe uscita anche al cinema.

## Distribuzione
La miniserie venne trasmessa in prima visione in Svezia sul canale SVT2 dall'11 aprile al 16 maggio 1973.
In seguito al successo riscosso, venne poi rimontata in un film dalla durata di 167 minuti (dai 281 originari) e "gonfiato" in 35mm (dal 16mm originario), e così distribuita nelle sale cinematografiche svedesi a partire dal 28 ottobre 1974. Questa versione per il cinema è stata anche quella distribuita all'estero, tra cui negli Stati Uniti e in Italia.

## Premi e riconoscimenti
A causa del suo esser stato già trasmesso in televisione un anno prima di venire distribuito nelle sale, la versione cinematografica di Scene da un matrimonio venne squalificata dalla corsa all'Oscar al miglior film straniero. 24 registi, tra cui Frank Capra e Federico Fellini, scrissero invano una lettera aperta all'Academy of Motion Picture Arts and Sciences affinché tale regola venisse revocata.
- 1975 - Golden Globe
  - Miglior film straniero
  - Candidatura per la migliore attrice in un film drammatico a Liv Ullmann
- 1976 - Premi BAFTA
  - Candidatura per la migliore attrice protagonista a Liv Ullmann
- 1974 - National Board of Review
  - Tra i migliori film stranieri
- 1974 - New York Film Critics Circle Awards
  - Migliore attrice protagonista a Liv Ullmann
  - Migliore sceneggiatura a Ingmar Bergman
- 1975 - National Society of Film Critics
  - Miglior film
  - Miglior attrice a Liv Ullmann
  - Migliore attrice non protagonista a Bibi Andersson
  - Miglior sceneggiatura a Ingmar Bergman
- 1975 - David di Donatello
  - Migliore attrice straniera a Liv Ullmann
- 1976 - Kansas City Film Critics Circle
  - Miglior film straniero

## Impatto culturale e opere derivate
All'epoca della sua trasmissione in Svezia, i sondaggi mostrarono come la maggior parte dei suoi spettatori fossero donne: ciò spinse molti ad accusarla di minare l'istituzione del matrimonio, insegnando alle coppie come affrontare apertamente i propri problemi relazionali. La percentuale dei divorzi in Svezia raddoppiò dal 1973 all'anno seguente. Secondo la rivista Time Out, tuttavia, ciò fu da imputare ai cambiamenti sociali allora in corso, come l'emancipazione della donna e la rivoluzione sessuale, di cui «Scene da un matrimonio fu un sintomo [...] più che causa». La stessa Ullmann, durante le riprese, cominciò a interessarsi al movimento femminista nel suo Paese. La sociologa statunitense Laura Kipnis lo cita tra gli esempi di "film antiamore" nel suo saggio Contro l'amore (2003).
Nel 1979 David Jacobs vi si è ispirato per creare la soap opera California. Woody Allen ha più volte citato Scene da un matrimonio come una sua grande fonte di ispirazione: oltre ad aver recitato nel film di Paul Mazursky Storie di amori e infedeltà, il cui titolo originale cita esplicitamente quello di Bergman, Allen ha diretto due film, Io e Annie e Mariti e mogli, che hanno suscitato paragoni con Scene da un matrimonio.
Film come Loveless di Andrej Zvjagincev, che l'aveva originariamente concepito come un vero e proprio remake, e Storia di un matrimonio di Noah Baumbach sono stati definiti degli aggiornamenti di Scene da un matrimonio. In Italia, nel 1999 Gabriele Lavia ne ha realizzato un remake interpretato da lui stesso e Monica Guerritore, mentre nel 1997 prima il comico Daniele Luttazzi ne mise in scena una parodia teatrale dal titolo di Scene da un adulterio. Nel 2021 ne è stato realizzato un remake in lingua inglese omonimo, con protagonisti Jessica Chastain e Oscar Isaac.
Lo stesso Bergman ne ha diretto il primo adattamento teatrale nel 1981 per il Residenztheater di Monaco di Baviera, per poi riprendere le storie dei due protagonisti a distanza di trent'anni in un sequel girato per la televisione, Sarabanda (2003).